# Cascajares
Cascajares es una localidad de la provincia de Segovia perteneciente al municipio de Fresno de Cantespino al que fue agregado en febrero de 1970 y perteneciente históricamente a la Comunidad de Villa y Tierra de Fresno de Cantespino, que aún subsiste en la gestión de montes comunales.

## Geografía
Se encuentra situado a 2 km de Fresno, a 15 km de Ayllón, a 15 de Riaza, a 87 km de la capital segoviana y a unos 130 km de Madrid y también de Burgos.
Se sitúa a una altitud de 973 m s. n. m.

## Historia
Citado por primera vez en 1489. Pueblo agrícola, como casi todos los pueblos del interior de Castilla sufrió el éxodo de muchos de sus vecinos en los años cincuenta y sesenta, emigrando los mismos a Madrid, Bilbao y Estados Unidos (Baltimore) principalmente. Muchos de ellos se dedicaron a la hostelería y en la actualidad están o han estado al frente de las cocinas de grandes restaurantes de Baltimore (Tío Pepe) o Madrid (Asador Donostiarra, Jockey, Cuatro Estaciones, Senado, Samarkanda, El Senador, Breico...). Este hecho ha sido resaltado en ocasiones como curiosidad por distintos medios de comunicación. Fue incorporado en febrero de 1970 a Fresno de Cantespino.

## Demografía
| Gráfica de evolución demográfica de Cascajares entre 1842 y 1960 |
| |
| Población de derecho según los censos de población del INE Población de hecho según los censos de población del INEEn 1970 este municipio desaparece porque se integra en el municipio Fresno de Cantespino |

Cuenta con una población de 25 habitantes, INE(2024). En verano la población crece hasta los 300 habitantes en época de vacaciones en agosto, navidades.

## Economía
La actividad principal es la agricultura con cultivos de secano (trigo, cebada, girasol...), existiendo también una explotación ganadera. Están radicadas en Cascajares dos empresas de construcción.

## Cultura

### Patrimonio

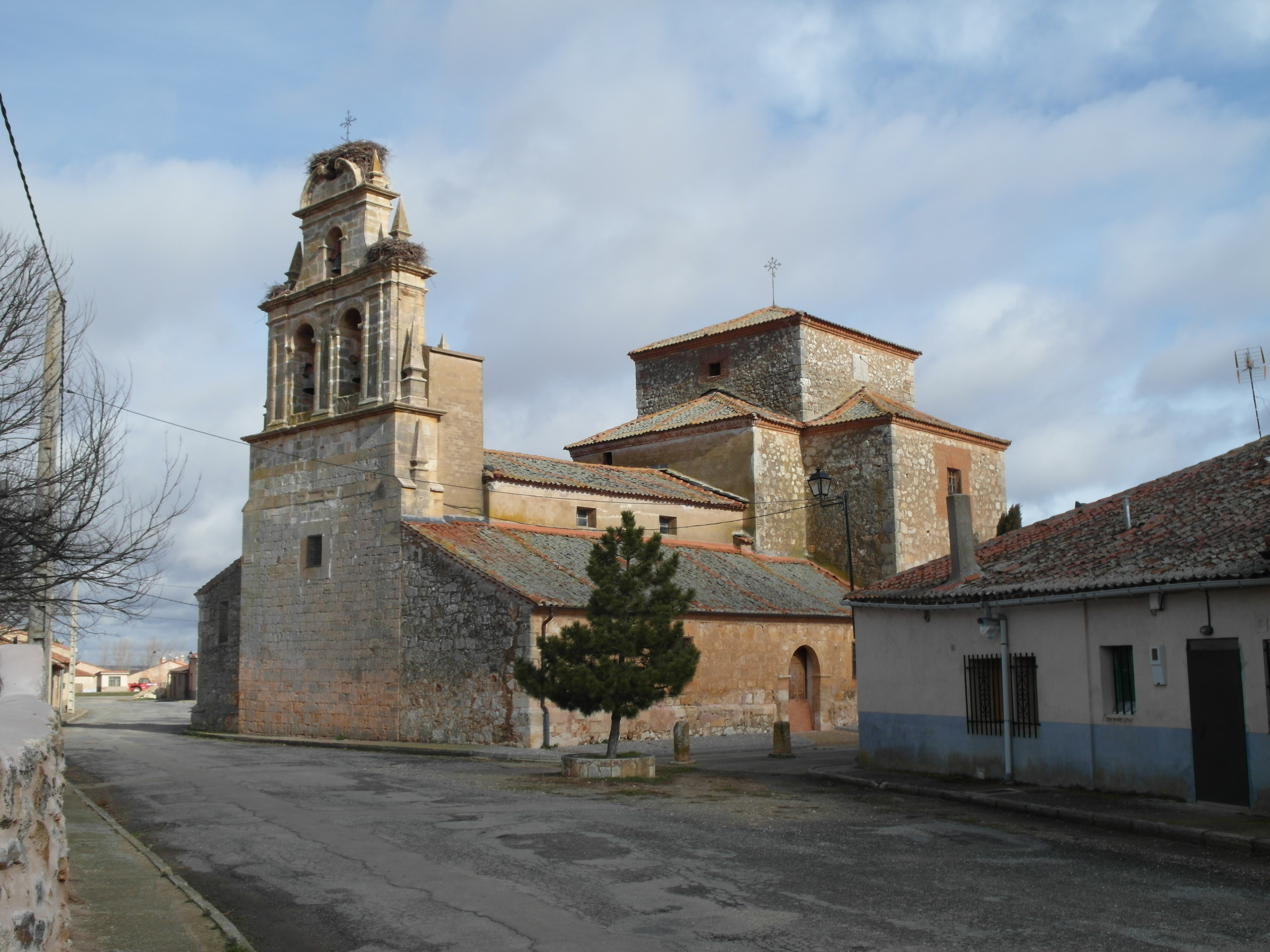
Iglesia de San Pedro en Cascajares.

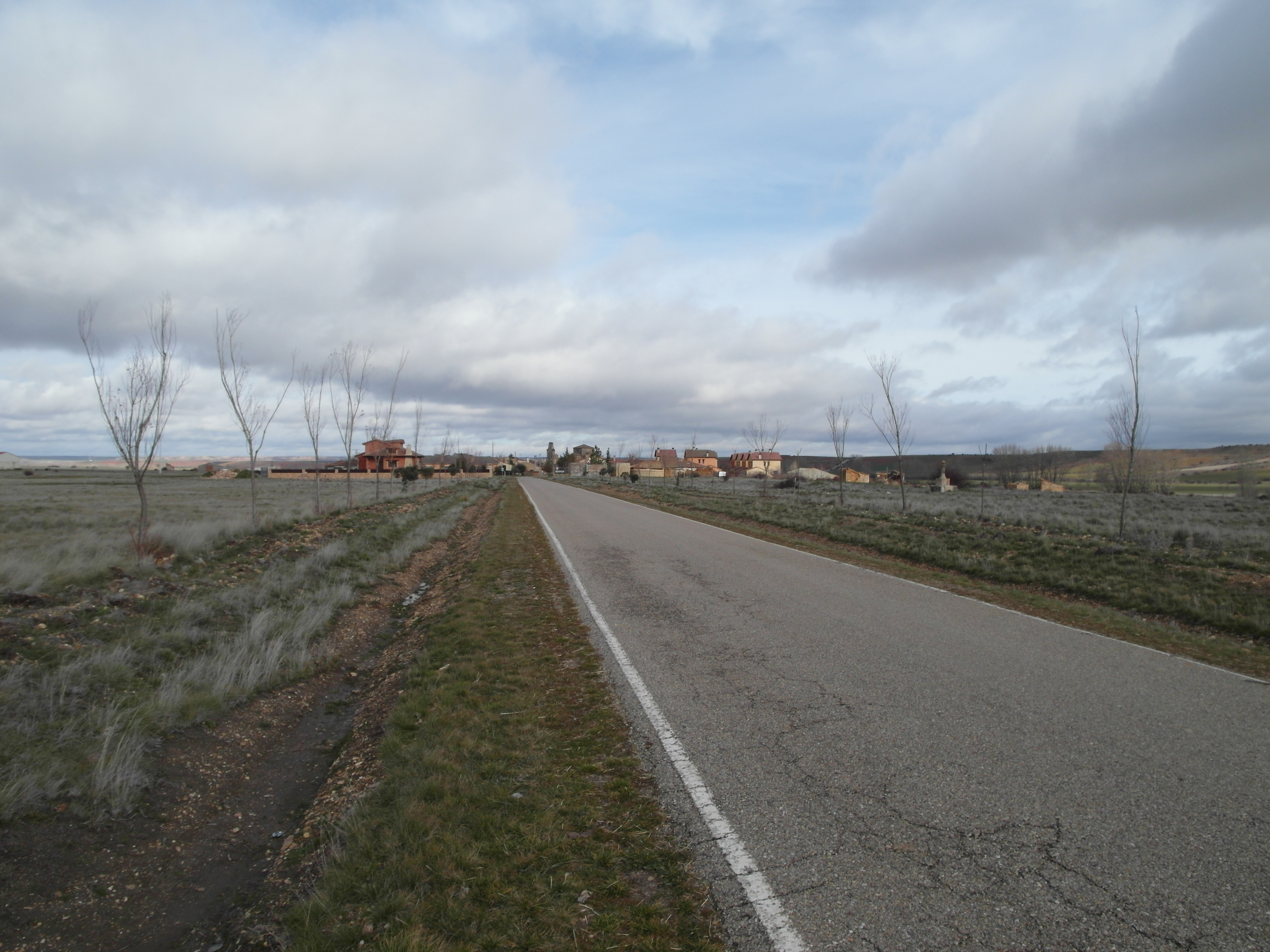
Entrada al municipio por carretera

- Iglesia de San Pedro ad Vincula del siglo XVI y reformada en 1749. Destaca en ella una obra atribuida a Berruguete. En ella está la patrona del pueblo, la Virgen del Rosario.
- Las antiguas escuelas situadas en la plaza en la actualidad son la sede de la Asociación Cultural Virgen del Rosario que es el motor Social y Cultural del pueblo, que además se ha dedicado a diversas obras de equipamientos sociales.

### Fiestas
Se celebran el fin de semana del segundo domingo de agosto. Se celebra desde 1979. Comienza la fiesta con una cena en la plaza para todo el pueblo preparada por los cocineros de Cascajares. En las noches del viernes y sábado hay orquesta y el domingo se celebra la misa con procesión por el pueblo, que concluye con los remates a los palos de la virgen para introducirla a la iglesia y la subasta de ofrendas a la virgen entre los fieles. Las fiestas son de gran popularidad en todo el nordeste de Segovia acudiendo gran cantidad de gente, sobre todo la noche del sábado. Destacó la presencia del Nuevo Mester de Juglaría en 1981, 1982 y 1999.